# Szyderstwo
Szyderstwo – zróżnicowana forma komunikacji interpersonalnej wyrażająca drwiący stosunek do danej osoby lub społeczności, ewentualnie jakiegoś przedmiotu, nacechowana dodatkowo lekceważeniem albo pogardą.
Szyderstwo jest trwałym elementem zdrowych relacji między ludźmi (nie zawsze musi mieć charakter agresywny), ale może też stanowić źródło różnorodnych konfliktów. Może być wyrażane śmiechem.